# Grazer Architektur Magazin
Das Graz Architektur Magazin / Graz Architecture Magazine (Kurzform: GAM) ist eine buchähnliche, zweisprachige Fachzeitschrift zu Themen der Architektur, Urbanistik und Landschaft. Das Magazin versteht sich als ein architektonisches Diskussionsforum für Entwurf, Kritik und Wissenschaft, das fachübergreifend Perspektiven auf aktuelle architektonische Themen bietet.
Herausgegeben wird die Zeitschrift von der Fakultät für Architektur der Technischen Universität Graz (TU Graz) in Österreich.
Die Zeitschrift wird auf Deutsch und Englisch publiziert. Sie erscheint seit 2004 einmal jährlich. Die Veröffentlichung erfolgt durch den Jovis Verlag in Berlin.
Das GAM wird von mehreren Bibliotheken und Universitätsbibliotheken im Bestand geführt.

## Themen
Als Beitrag zur aktuellen Architekturdebatte entwickelt jede Ausgabe von GAM in Zusammenarbeit mit Guest Editoren den Themenschwerpunkt. Die eingereichten Beiträge werden nach einem Peer-Review-Verfahren, bei dem das international besetzte GAM Editorial Board in Zusammenarbeit mit weiteren Fachgutachtern die GAM-Redaktion berät, publiziert.
Die eingereichten Beiträge werden von der Redaktion des GAM („Editorial board“) bewertet und ausgewählt. Die so erzielten Beiträge stammen von verschiedenen nationalen und internationalen Personen aus Lehre und Forschung, wie zum Beispiel von den bekannten Architekten Peter Eisenman, Dominique Perrault und Dietmar Steiner.

## Bisher erschienene Ausgaben
- TU Graz (Hrsg.): Graz Architektur Magazin / Graz Architecture Magazine (GAM). Reihe, Jovis Verlag, Berlin, ISSN 1612-9482.
- GAM.01 Tourism and Landscape / Tourismus und Landschaft. 2004, ISBN 3-211-20633-7.
- GAM.02 Design Science in Architecture. 2005, ISBN 3-211-23767-4.
- GAM.03 Architecture Meets Life. 2006, ISBN 3-211-29764-2. (Schwerpunktthema: Beziehungen zwischen architektonischer Form und dem Verhalten und der Wahrnehmung der Nutzer.)
- GAM.04 Emerging Realities. 2007, ISBN 978-3-211-48860-7. (Schwerpunktthemen unter anderem: Architekturproduktion vor dem Hintergrund gesellschaftlicher Veränderung; Zukunftsperspektiven für Architekten und ihre Autonomie.)
- GAM.05 Urbanity not Energy / Stadt statt Energie. 2008, ISBN 978-3-211-79203-2. (Schwerpunktthema: Zukunftsszenarien innerhalb neuer Wachstumsgrenzen.)
- GAM.06 Nonstandard Structures. 2010, ISBN 978-3-211-99209-8.
- GAM.07 Zero landscape. 2011, ISBN 978-3-7091-0536-8.
- GAM.08 Dense Cities. Architecture for Living Closer Together. 2012, ISBN 978-3-7091-1058-4.
- GAM.09 Walls: Spatial Sequences. 2013, ISBN 978-3-7091-1498-8.
- GAM.10 Intuition & the Machine. 2014, ISBN 978-3-99043-620-2.
- GAM.11 Archiscripts. 2015, ISBN 978-3-0356-0452-8.
- GAM.12 Structural Affairs. 2016, ISBN 978-3-0356-0983-7.
- GAM.13 Spatial Expeditions. 2017, ISBN 978-3-86859-853-7.
- GAM.14 Exhibiting Matters. 2018, ISBN 978-3-86859-854-4.
- GAM.15 Territorial Justice. 2019, ISBN 978-3-86859-855-1.